# Mariazell
Mariazell es una localidad del distrito de Bruck-Mürzzuschlag, en el estado de Estiria, Austria, con una población estimada a principio del año 2018 de 3813 habitantes. 
Se encuentra ubicada al norte del estado, cerca de la frontera con el estado de Baja Austria, del río Mura y al norte de Graz —la capital del estado—. Concretamente, está en el valle del río Salza. 
Esta localidad tiene una gran tradición de peregrinación católica, de carácter sobre todo nacional. Son varios los caminos de peregrinaje que llevan hasta Mariazell. La meta final de los mismos es la Basílica de Mariazell, que también es el monumento más importante de la localidad. Este edificio de estilo barroco posee una destacada fachada, que se rediseñó tras los daños de un incendio.